# Escut de Fontcoberta
L'escut oficial de Fontcoberta té el següent blasonament:
Escut caironat: de gules, una font coberta d'argent. Per timbre, una corona mural de poble.
Va ser aprovat el 21 de març del 2001 i publicat al DOGC el 4 d'abril del mateix any amb el número 3362. La font coberta és el senyal parlant tradicional, al·lusiu al nom del poble encara que el sentit original és «font amagada o protegida».